# Triều Dương (huyện)
Triều Dương (giản thể: 朝阳县; phồn thể: 朝陽縣; bính âm: Cháoyáng Xiàn) là một huyện thuộc địa cấp thị Triều Dương, tỉnh Liêu Ninh, Trung Quốc.

### Trấn
| - Liễu Thành (柳城镇 - Đại Miếu (大庙镇 - Ngõa Phòng (瓦房子镇 - Lục Gia Tử (六家子镇 - Đại Bình Phòng (大平房镇) | - Ba La Xích (波罗赤镇) - Mộc Đầu Thành Tử (木头城子镇) - Nhị Thập Gia Tử (二十家子镇) - Dương Sơn (羊山镇) |

### Hương
| - Liên Hiệp (联合乡) - Đông Đại Đồn (东大屯乡) - Thất Đạo Lĩnh (七道岭乡) - Bắc Câu Môn (北沟门乡) - Bắc Tứ Gia Tử (北四家子乡) - Ô Lan Hà Thạc (乌兰河硕乡) | - Đông Đại Đạo (东大道乡) - hắc Ngưu (黑牛乡) - Căn Đức (根德乡) - Vương Doanh Tử (王营子乡) - Thượng Chí (尚志乡) | - Nam Song Miếu (南双庙乡) - Tùng Lĩnh Môn (松岭门乡) - Cổ Sơn Tử (古山子乡) - Thắng Lợi (胜利乡) - Đài Tử (台子乡) |

### Khác
- Nông trường Cổ Gia Trang (贾家店农场)